# Dylan Cash
Dylan Joseph Cash (30 de noviembre de 1994, Los Ángeles,  California) es un actor estadounidense conocido por haber participado en la telenovela General Hospital.

## Biografía
En 2001, se le ofreció la posibilidad de formar parte del reparto de General Hospital, aunque no fue hasta el año siguiente que debutó en la misma interpretando el papel del joven Michael Corinthos. Antes el personaje ya había sido interpretado sin mayor protagonismo por otros actores infantiles. En 2008 los guionistas decidieron envejecer el personaje y por ello optaron por cambiar el actor que lo protagonizaba. Cash que en aquel momento tenía 14 años abandonó así la serie y fue sustituido por el actor Drew Garrett, seis años mayor que él. Su interpretación en General hospital fue premiada con un Young Artist Awards en su edición del año 2003.
También apareció en la exitosa serie de 2004 Fat Albert. Como Billy. Y en la película de mismo nombre.